# Георгіївський собор (Кам'янець-Подільський)
Георгіївський собор — православна (до 1795 року греко-католицька) церква в Кам'янці-Подільському на Польських фільварках. У 1993—2011 роках була кафедральним собором Кам'янець-Подільської єпархії УПЦ МП .

## Історія церкви

### Дерев'яний храм
Невідомо, коли вперше збудовано церкву на Польських фільварках. Як зазначив Юхим Сіцінський у праці «Історичні відомості про парафії та церкви Подільської єпархії. Кам'янецький повіт» (Кам'янець-Подільський, 1895), Свято-Георгіївська церква існувала в цьому передмісті Кам'янця до 1740 року . Близько цього часу о. Іоанн Плісський, який у 1735—1740 роках був настоятелем кам'янецької церкви Петра та Павла , виклопотав у греко-католицького єпископа дозвіл приєднати церкву на Польських фільварках до своєї, проте наштовхнувся на відсіч братства Георгіївської церкви. Братчики взяли зі своєї церкви всі церковні речі та ключ від храму і не віддавали їх нікому. Вони не тільки самі не визнавали Іоанна Плісського своїм пастирем, але й підмовляли інших парафіян не звертатися до нього для здійснення треб , бо він без волі та відання братства добув на своє ім'я з митрополичої курії документ, в силу якого привласнив і приєднав фільварецьку парафію до своєї Петро-Павлівської.
Унаслідок скарги Плісського Кам'янецька унійна консисторія ухвалила, що фільварецькі парафіяни повинні визнати Плісського своїм священником, звертатися до нього в духовних потребах і віддати йому ключ від храму та всі забрані церковні речі. Але фільварецькі парафіяни, незадоволені ухвалою консисторського суду, послали до Львова виборних до єпископа Атанасія Шептицького зі скаргою на Плісського. 1741 року єпископ написав листа до Йосафата Пруницького, «суперіора й офіціала кам'янецького», такого змісту: «Прийшли до мене делегати з Кам'янця і скаржилися, що фільварецькі парафіяни не бачать у себе богослужіння, оскільки Плісський, якому доручено цю парафію, не дбає про неї і не має вікарія, і що парафіяни взагалі позбавлені можливості задовольняти свої релігійні потреби, тому що місто часто буває замкнене; делегати ж обіцяли, що магістрат міста дасть фільварецкому пароху і поле, і сінокіс, якщо тільки буде призначено особливий парох. Тому (пише єпископ Шептицький офіціалу) май це на увазі і постарайся, щоб там було богослужіння, тому що ліпше закривати ті парафії, де немає парафіян, а парафії багатолюдні варто підтримувати». Наприкінці 1744 року Плісський вибрав собі вікарія для церкви на Польських фільварках. Ним став Антоній Онуфрієвич. Вікарій отримав право отримувати половину доходів.
Візита 1758 року засвідчує, що церква на Польських фільварках 1752 року знову стала самостійною. Храм тоді був дерев'яним, міцним, мав три бані, на притворі була дзвіниця з чотирма дзвонами, а п'ятий великий розміщувався окремо на цвинтарі на стовпах. Візитатор зауважує, що невідомо, коли церкву побудовано та чиїм коштом.
У ті роки при церкві діяло три братства:
- старше чоловіче в ім'я пророка Ілії, що мало статут, затверджений митрополитом Атанасієм Шептицьким 15 травня 1746 року,
- молодше чоловіче в ім'я святого великомученика Георгія, також затверджене Атанасієм Шептицьким,
- жіноче в ім'я святої Софії, затверджене 1752 року єпископом Леоном Шептицьким.

1771 року Кам'янецький магістрат видав Георгіївській церкві «ерекцію», в якій точно позначено належні храмові ґрунти. Георгіївська церква на Польських фільварках упродовж XVIII століття, як і всі церкви Подільського воєводства, була греко-католицькою. 1795 року її возз'єднали з православ'ям.
1801 року в церкві був антимінс на полотні за підписом преосвященного Гервасія, єпископа Переяславського, освячений 20 лютого 1757 року преосвященним Никанором і даний «Переяславській єпархії в село Куликівці до Покровської церкви».
Дерев'яна Георгіївська церква, як зазначив Юхим Сіцінський, ймовірно, була першою на Польських фільварках. Вона проіснувала до 1861 року, коли біля неї збудували новий храм — кам'яний. На місці престолу старої церкви встановили кам'яний хрест під навісом.

### Кам'яний храм

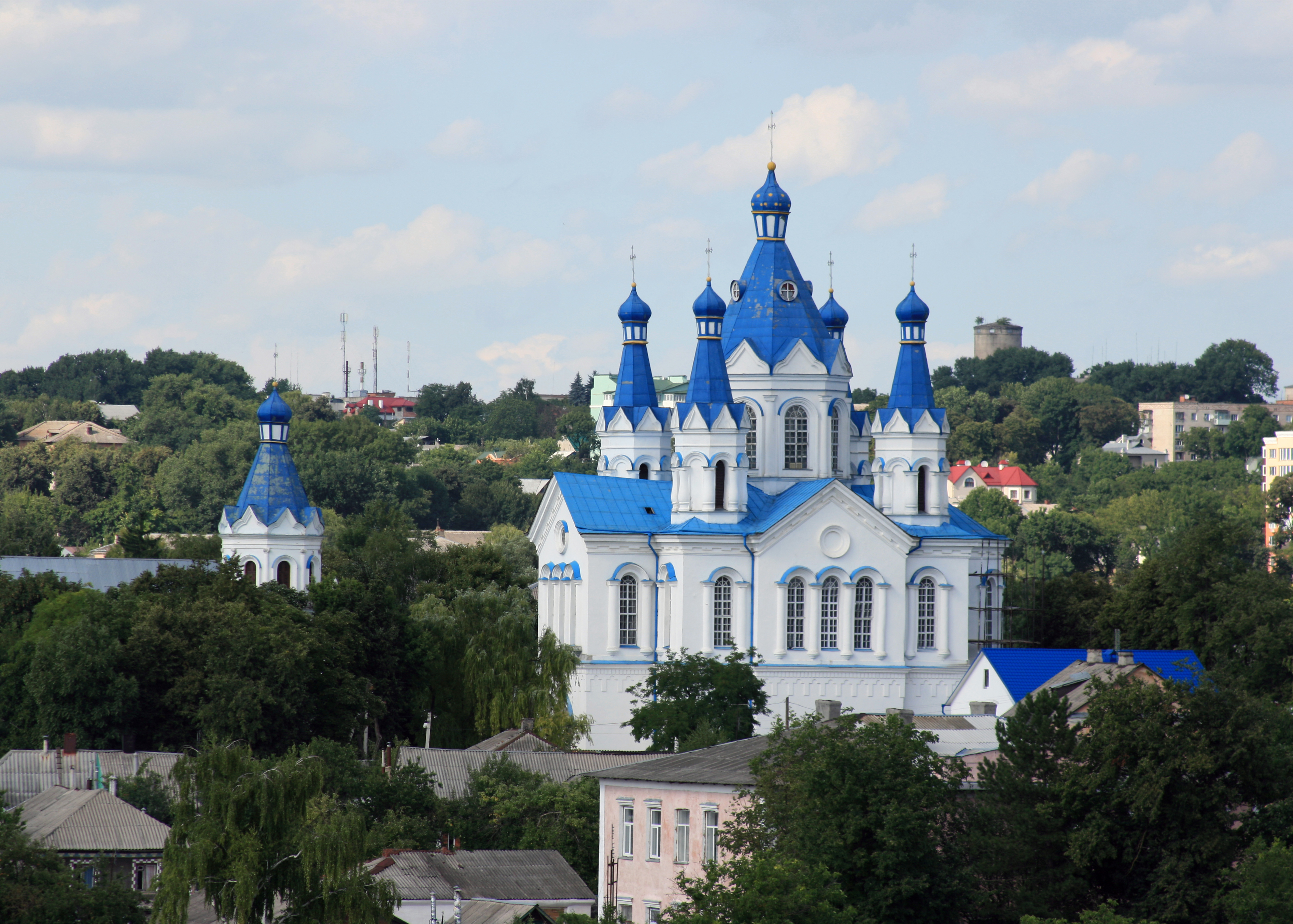
Церква святого Георгія та її дзвіниця

Згідно з архівними джерелами, будувати нову кам'яну церкву святого Георгія розпочали 1851 року, а завершили її спорудження через 10 років — 1861 року. Місце для нової церкви визначили ще 1846 року. Саме тоді Подільська будівельна комісія отримала вказівку про викопирування місцевості на Польських фільварках для побудови нової церкви поблизу старої дерев'яної. Будівництво розпочалося під наглядом єпархіального архітектора Антона Островського. 1854 року нагляд узяв на себе архітектор Микола Кулаковський. Подільським губернським архітектором тоді (до 1859 року) працював Микола Федорович Карчевський, який теж здійснював контроль за спорудженням церкви. Будівельні роботи доручили підряднику — купцеві третьої гільдії Іцку Аксельруду. Він узяв на себе зобов'язання наймати будівельників, слідкувати за їх роботою та відповідати за якість робіт.
У листопаді 1861 року роботи з будівництва церкви в основному завершилися. Урочисте освячення церкви відбулося раніше — 15 жовтня (27 жовтня — за новим стилем) 1861 року. У притворі храму вмонтували мідну дошку з написом:
| «Создася и освятися храм сей во имя Святого Великомученика и Победоносца Георгия при державе благополучно царствующего благочестивейшего Государя Императора Александра II, при высокопреосвященнейшем Иринархе, Архиепископе Подольском и Брацлавском, приношениями местных и иногородних благотворителей, тщанием и трудами Кафедрального собора ключаря протоиерея Павла Троицкого, 1861 года октября 15 дня» |
Стару дерев'яну церкву святого Георгія розібрали. На місці, де був престол цієї церкви, поставили кам'яний пам'ятник, увінчаний хрестом, а із західного боку вставлили ікону в рамі під склом, що зображувала святого Георгія на білому коні, що простромлює змія. 1863 року окремо від нової кам'яної церкви збудовали кам'яну триповерхову дзвіницю. В її нижньому поверсі розмістилися два житлові приміщення, на третьому поверсі — шість дзвонів.
1877 року в храмі замінили іконостас. Ікони для нього замовили в Санкт-Петербурзі. Їх олійними фарбами на полотні написав академік візантійського живопису Василь Васильович Васильєв. Тоді ж у церкві настелили дубову підлогу. 1881 року в північній частині храму влаштували другий престол в ім'я святої Софії і трьох її доньок Віри, Надії та Любові.
До кінця XIX століття проведено шість ремонтів церкви: 1867, 1869, 1877, 1884, 1890 та 1898 року. Під час ремонту 1884 року здійснено розписи стін і куполу в інтер'єрі, але ім'я автора залишилося невідомим. 1898 року під час чергового ремонту розписи поновили.
1895 року Юхим Сіцінський писав, що на цвинтарі церкви є декілька давніх надгробних плит і хрестів із написами, що стерлися; на деяких із них можна прочитати роки 1777, 1801, 1803 і 1810.
15(28) жовтня 1911 року відбулося урочисте святкування 50-річчя з дня освячення церкви. Газета «Подолия» на цю подію відгукнулася статею, пізніше видану окремою брошурою. До ювілею в церкві розписали вівтар і передвівтарну частину. У звіті Георгіївсько-Серафимівського братства за 1910—1911 роки зазначено, що розписи цієї частини інтер'єру доручили відомому на Поділлі художнику Дмитру Жудіну. Розписи охарактеризовано як історичний живопис із південноруською (тобто українською) орнаментацією.
До парафії Георгіївської церкви входили, крім Польських фільварків, ще такі поселення: сусіднє передмістя Біланівка (нині в складі Кам'янця-Подільського), містечко Зіньківці, село Оленівка з Флоріянівкою (нині в складі Оленівки), всі хутори на північ від Польських фільварків і Нового плану.

### Настоятелі храму
1895 року Юхим Сіцінський навів список настоятелів Георгіївської церкви.
Близько 1740 року Георгіївська церква стала приписною і її священиком вважався Іоанн Плісський, настоятель Петро-Павлівської церкви. 1744 року Плісський обрав собі вікарія для Георгіївської церкви Антонія Онуфрієвича.
Далі були самостійні настоятелі:
- Іван Волянський, декан Копайгородський, який 1752 року отримав парафію по презенті Кам'янецького магістрату, за яким було затверджено право коляторства (патронування) місцевого єпископа, як зазначено у візиті 1758 року;
- Яків Шуткевич став настоятелем Георгіївської церкви 1772 року, після смерті Іоанна Волянського, за презентою кам'янецького магістрату 1772 року; ввів його в парафію кам'янецький офіціал Іоанн Громницький.

Потім священиками були:
- Олексій Страдецький — у 1799—1803 роках;
- Климент Станішевський — у 1803—1808 роках;
- Єлисей Чернетський;
- Іоанн Колаковський — з вересня 1808 року до листопада того ж року;
- Павло Ободинський — з листопада 1808 року до 1816 року;
- Микола Завадовський — з 1816 року до серпня 1820 року;
- Зіновій Мещаковський — з серпня 1820 до червня 1821 року та знову у 1822—1824 роках;
- Стефан Качуровський — з початку травня 1822 року до жовтня того ж року;
- Георгій Козловський — з вересня 1824 року до квітня 1829 року;
- Михайло Шуварський — з квітня 1829 року до 1834 року;
- Ієремія Слаболицький — з 1834 року до серпня 1859 року.

Протоієреєми були:
- Симеон Карчевський — з серпня 1859 до 8 серпня 1879 року;
- Мойсей Доронович — з 6 вересня 1879 до 10 квітня 1885 року (згодом кафедральний протоієрей);
- Симеон Сорочинський від 22 червня 1885 року.

Найвідомішим із настоятелів був Мойсей Доронович — краєзнавець, один із засновників Кам'янецького давньосховища (нині Кам'янець-Подільський державний історичний музей-заповідник).
Від 1903 року настоятелем храму був ще один краєзнавець — Йосип Сулковський (помер 1917 року), який у «Подільських єпархіальних відомостях» друкував статті з історії сіл і парафій Ушицького повіту, передав давньосховищу багато старожитностей. Зятем Сулковського був поет Володимир Свідзінський.

### У радянський час
Після того, як у листопаді 1920 року в Кам'янці-Подільському надовго встановилася радянська влада, церква святого Георгія ще досить довго діяла. У середині 1930-х років радянська влада розпочала наступ на права релігійних громад. Але церква на Польських фільварках зазнала менших втрат, ніж чимало храмів міста, знищених упродовж 1935—1936 років. Церкви святого Георгія уціліла. Вона частково використовувалася для зберігання зерна. Так, 1935 року частину церкви, згідно з договором, надали Довжоцькому спиртовому заводу. 1936 року в церкві також зберігали зерно, згідно з умовою, укладеною з управлінням Держсортфонду. Водночас в іншій частині церкви відбувалися богослужіння.
Галина Осетрова, посилаючись на свідчення старожилів Польських фільварків, зазначає, що церква діяла до середини 1950-х років, після закриття в ній влаштували склад солі. Василь Столяренко у журналі «Православный взгядъ», засновником якого є Кам'янець-Подільська єпархія Української православної церкви, пише, що за часів атеїстичної влади храм двічі закривали, вдруге — 1959 року, приміщення храму використовували для зберігання речей для дитячих садків і шкіл.
15 грудня 1983 року в колишній Георгіївській церкві відкрили Кам'янець-Подільський планетарій. Він діяв близько семи років. 2 жовтня 1990 року президія Кам'янець-Подільської міської ради виробила заходи для звільнення приміщення церкви від планетарію та передачі її громаді Української православної церкви Московського патріархату.
Першим настоятелем відновленого храму став протоієрей Володимир Ровінський. Починалося богослужіння в дзвіниці, а з весни 1991 року — вже на другому поверсі храму. Згодом було ліквідовано перекриття, яке утворювало другий поверх, встановлено іконостас, в інтер'єрі зроблено нові розписи згідно з канонами Московського патріархату. Не було збережено настінні розписи художника Жудіна, виконані до 50-річного ювілею церкви. У листопаді 1991 року відбулася перша архієрейська служба в самому храмі.

### У незалежній Україні
6 травня 1992 року, у день Георгія Побідоносця, в храмі освятили встановлену тут меморіальну плиту з іменами 13 жителів міста та району, які загинули в Афганістані. А 31 травня 1992 року урочистим богослужінням завершився перший навчальний рік у недільній школі при церкві.
22 червня 1993 року було відновлено Кам'янець-Подільську єпархію, тож Свято-Георгіївський храм став кафедральним собором. 1994 року закінчено розпис храму і його освятив високопреосвященний Ніканор, архієпископ Кам'янець-Подільський і Городоцький.
1995 року в храмі відбулися урочистості, присвячені 200-річчю Подільської єпархії. Урочисту літургію звершив Блаженнійший Митрополит Київський і всієї України Володимир у співслужінні чотирьох архієреїв, багатьох десятків священнослужителів і присутності величезної кількості людей, керівників Хмельницької області, міста Кам'янця-Подільського та Кам'янець-Подільського району. Вдруге Блаженнійший Володимир правив у соборі службу у вересні 2002 року.
У храмі зберігаються частки святих мощей святого великомученика Димитрія Солунського, преподобного Іова Почаївського, преподобних святих Києво-Печерських, Дівеєвських та інших.
При храмі діє недільна школа для дітей, працює осередок батьківського комітету.
12 вересня 2011 року було освячено відновлений храм Олександра Невського на Новому плані Кам'янця-Подільського. Він став кафедральним собором, а церква святого Георгія на Польських фільварках — парафіяльним храмом.

## Архітектурні особливості

Поземна проєкція церкви.

Церкву побудовано відповідно до типових проектів, рекомендованих у другій половині XIX століття для повсюдного використання в межах Російської імперії. Такі проекти називалися стилізаторськими наслідуваннями давньоруської архітектури. Пам'ятка є характерним зразком так званого «псевдоруського стилю» в російській архітектурі XIX століття.
Будівля церкви кам'яна, квадратна в плані, чотиристовпна з однією напівкруглою апсидою і трьома притворами (північний, південний та західний). Чотири стовпи за допомогою арок несуть високий світловий восьмигранний барабан із банею. Кутові членування кубічного об'єму увінчано зовні восьмигранними шатровими верхами, що створюють характерний п'ятиглавий силует споруди. За типом, Свято-Георгіївська церква, є наслідуванням російського шатрового храмового зодчества. Фасади оформлено в «псевдоруському стилі» із застосуванням щипцевих завершень, кокошників, напівколонок із перспективними арками на профільованих імпостах. Високі шатрові дахи декоровано люкарнами.
Надбрамна дзвіниця розташована на захід від церкви. Її місце в ансамблі і композиція — два восьмерика на четверику — продиктовані традиціями російського православного зодчества. Оформлення фасадів зроблено відповідно до архітектурного декору церкви.

## Церква в художній літературі та кіно
Храм святого Георгія як церкву свого дитинства згадував письменник Володимир Бєляєв у збірці памфлетів «Нічні птахи», виданій 1965 року в Москві. У вступному зверненні до друзів-читачів Володимир Павлович писав :
| ...Коли з повсталого Петрограда долинула звістка про те, що владу в російській столиці захопили «якісь більшовики», наш парафіяльний священик і настоятель Свято-Георгіївського храму, що підноситься на околиці старовинного міста Кам'янця-Подільського, отець Серафим став постійно збирати на цвинтарі церкви зарічанську дітвору. Годинами він проводив з нами спасенні бесіди, розповідав Житія святих і великомучеників, умовляв слухатися батьків і боятися недремного всевидющого ока Божого. А для того, щоб заманити нас на такі співбесіди, отець Серафим, коли вони закінчувались, наділяв кожного із слухачів то маленькими книжечками в строкатих обкладинках, що розповідають про те, як жили відомі святі, схимники, митрополити, то літографованими іконками. Подарунки нашого батюшки ми хвацько пускали в наш дитячий обмінний фонд: за десять книжечок про святих можна було завжди отримати в якогось роззяви пошарпану книжечку «Библиотеки приключений» видавництва «Развлечение» про пригоди сищиків Ніка Картера або Ната Пінкертона. |

Кадр із фільму «Тривожна молодість», 1954 рік. Епізод на Замковому мосту, на задньому плані — Георгіївська церква

Георгіївську церкву зафіксовано на другому плану в епізодах низки фільмів, що знімалися в Кам'янці-Подільському. Серед них: «Тривожна молодість» (1954), «Мости сердечні» (2006).

## Галерея

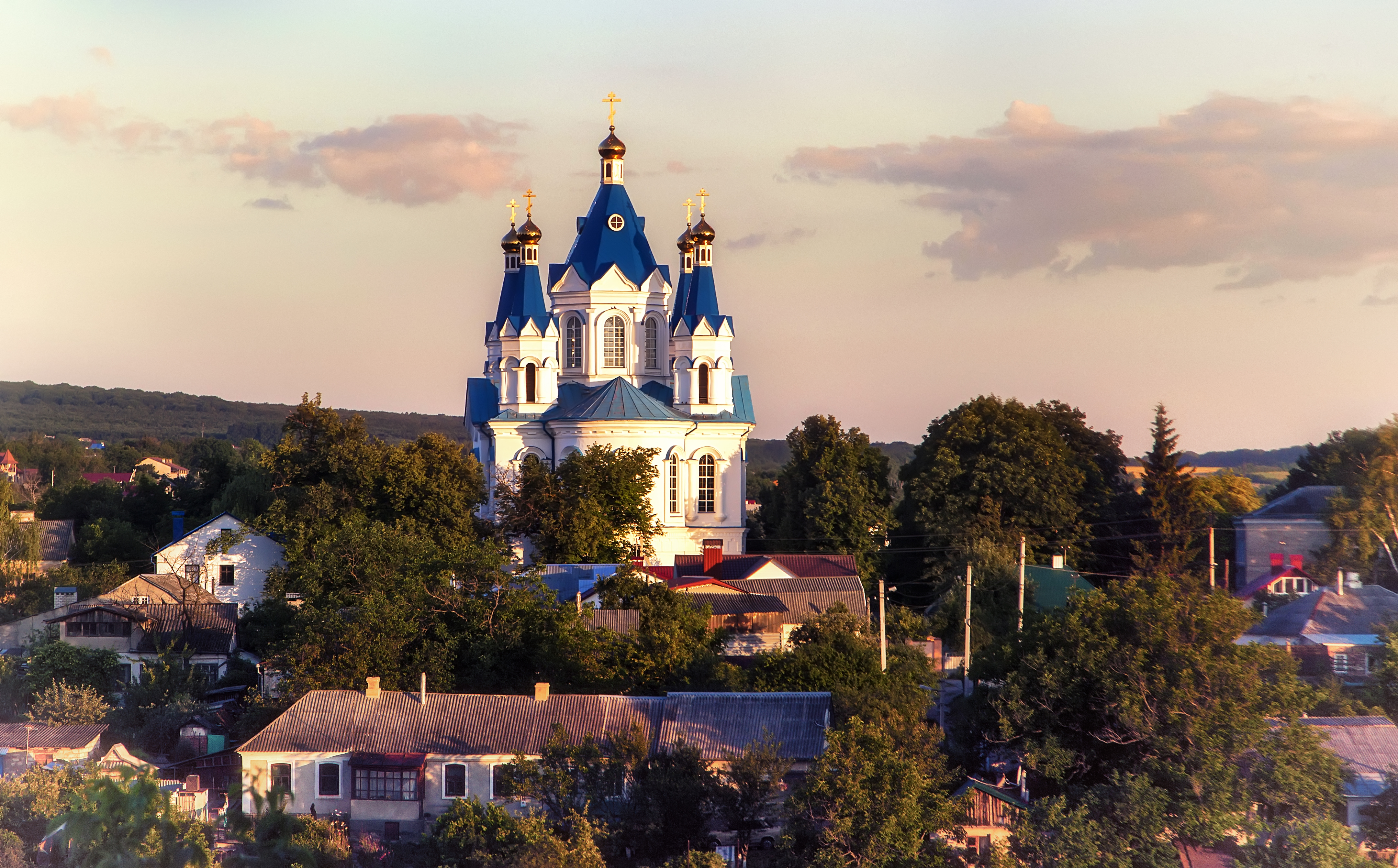
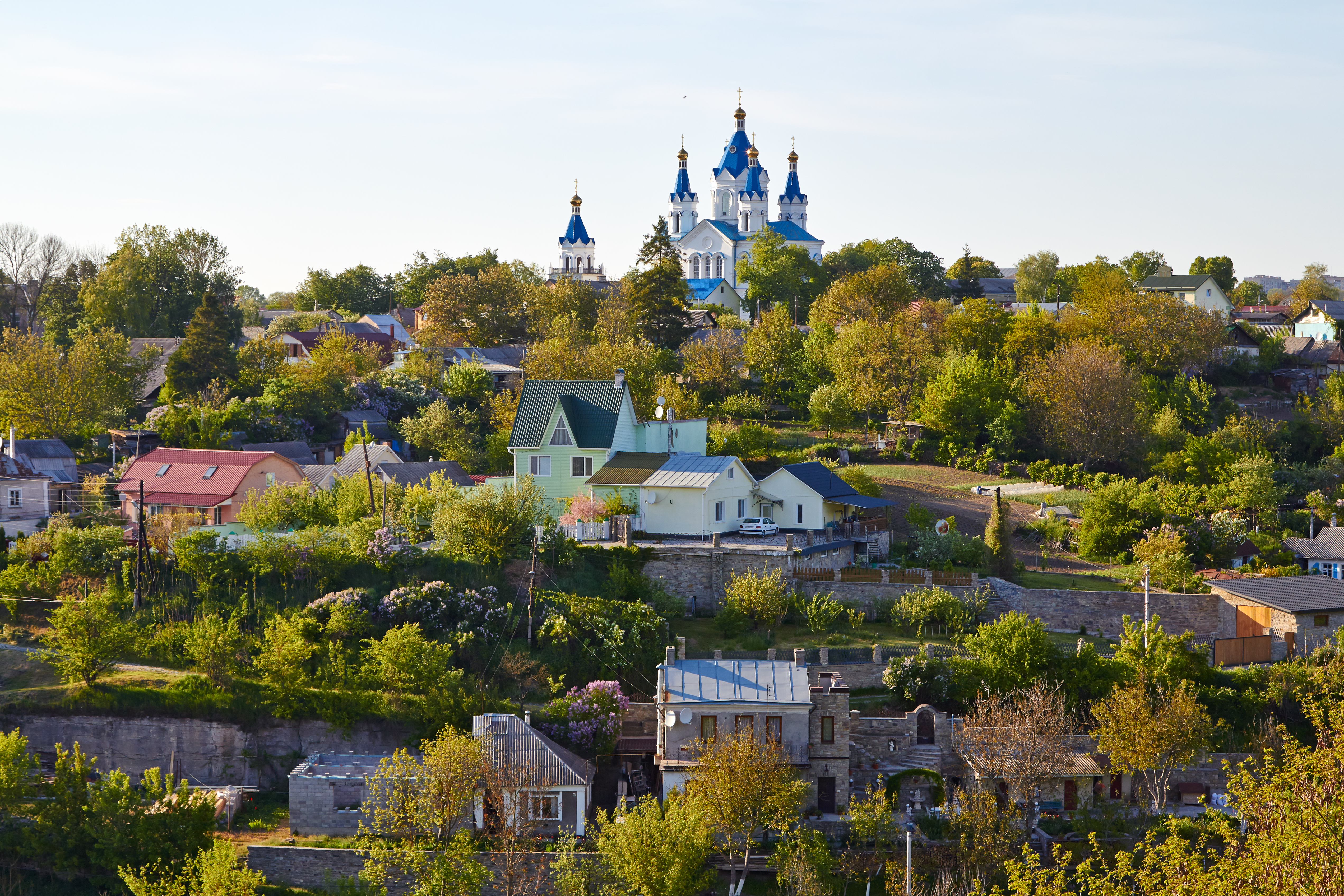
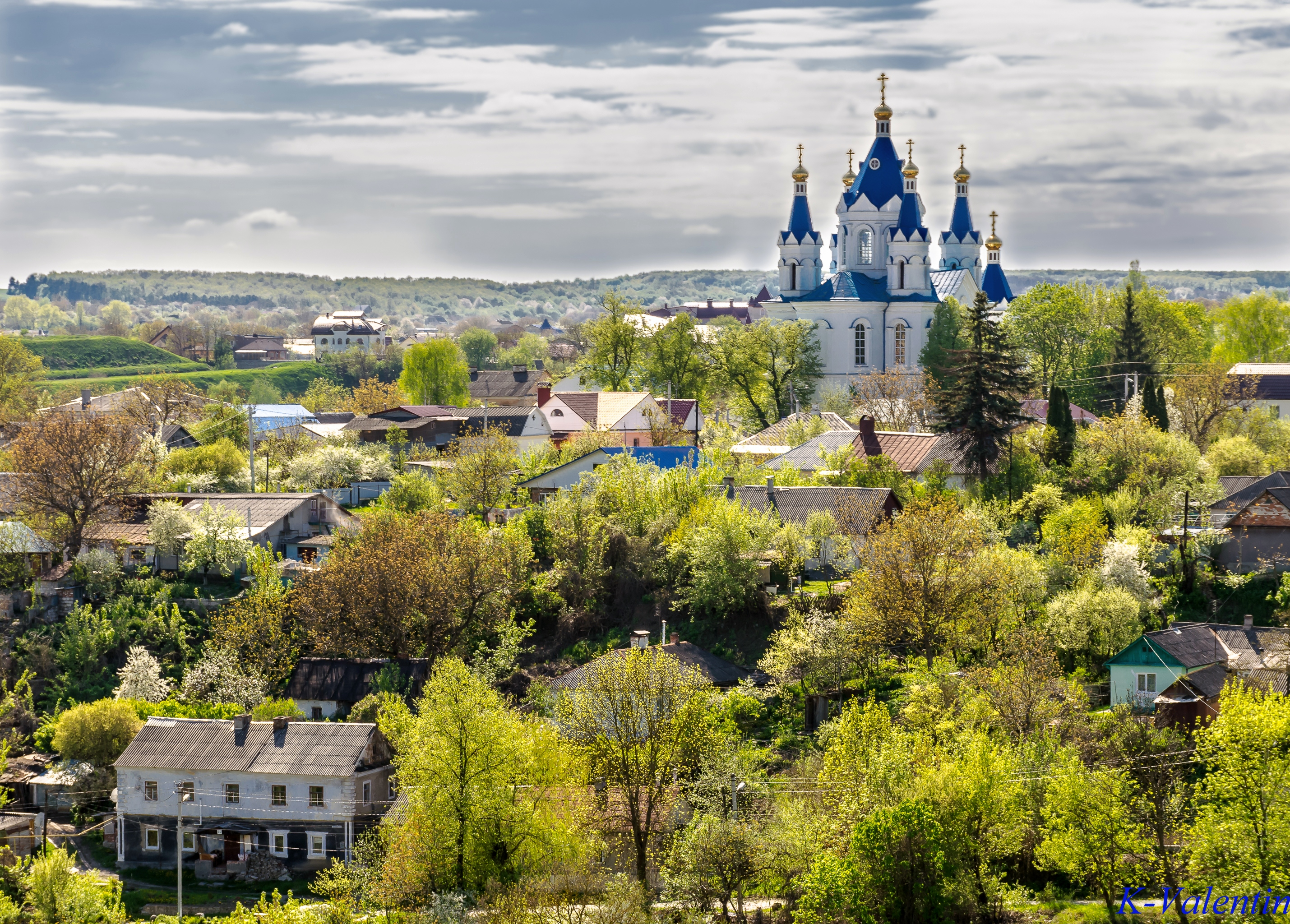
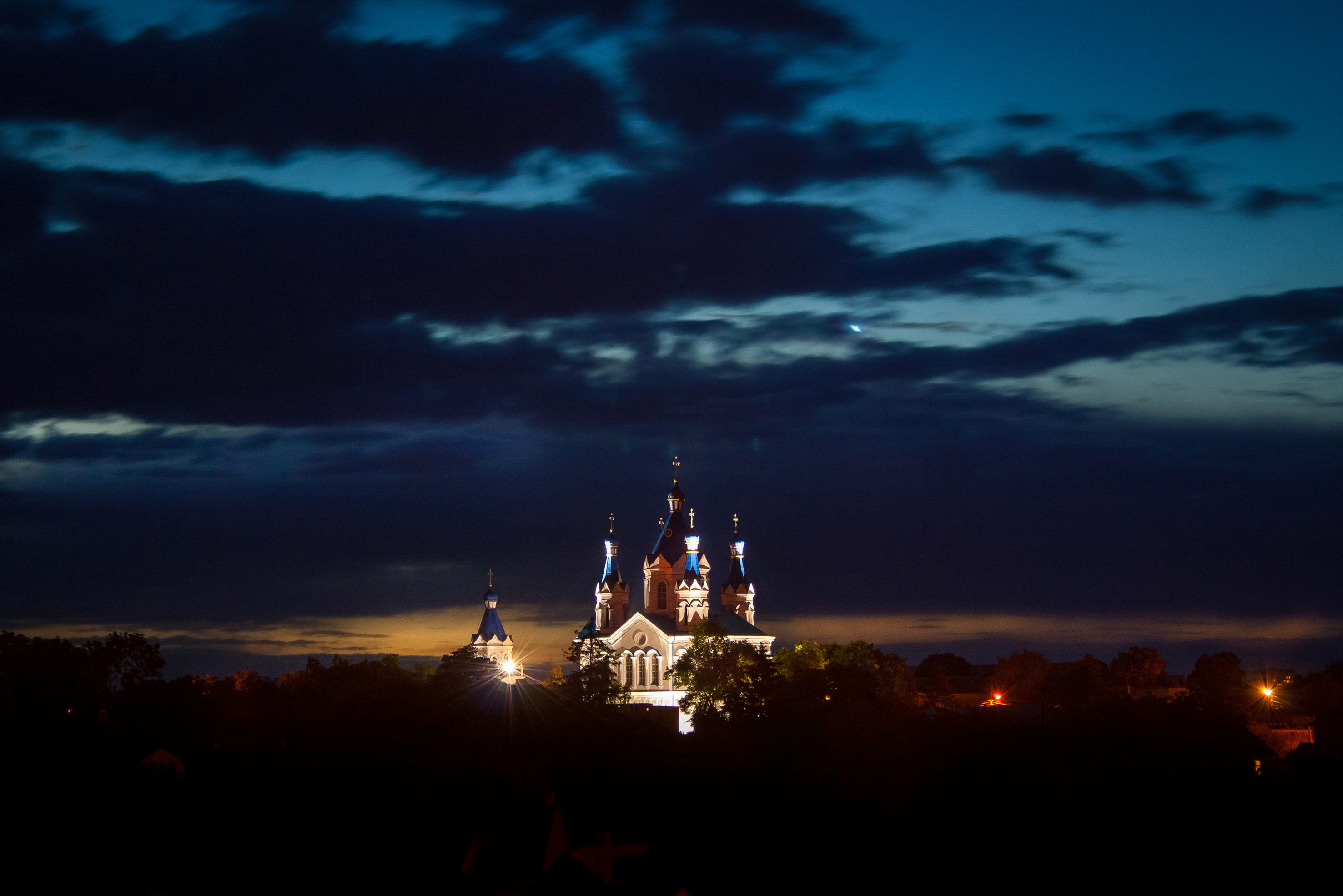
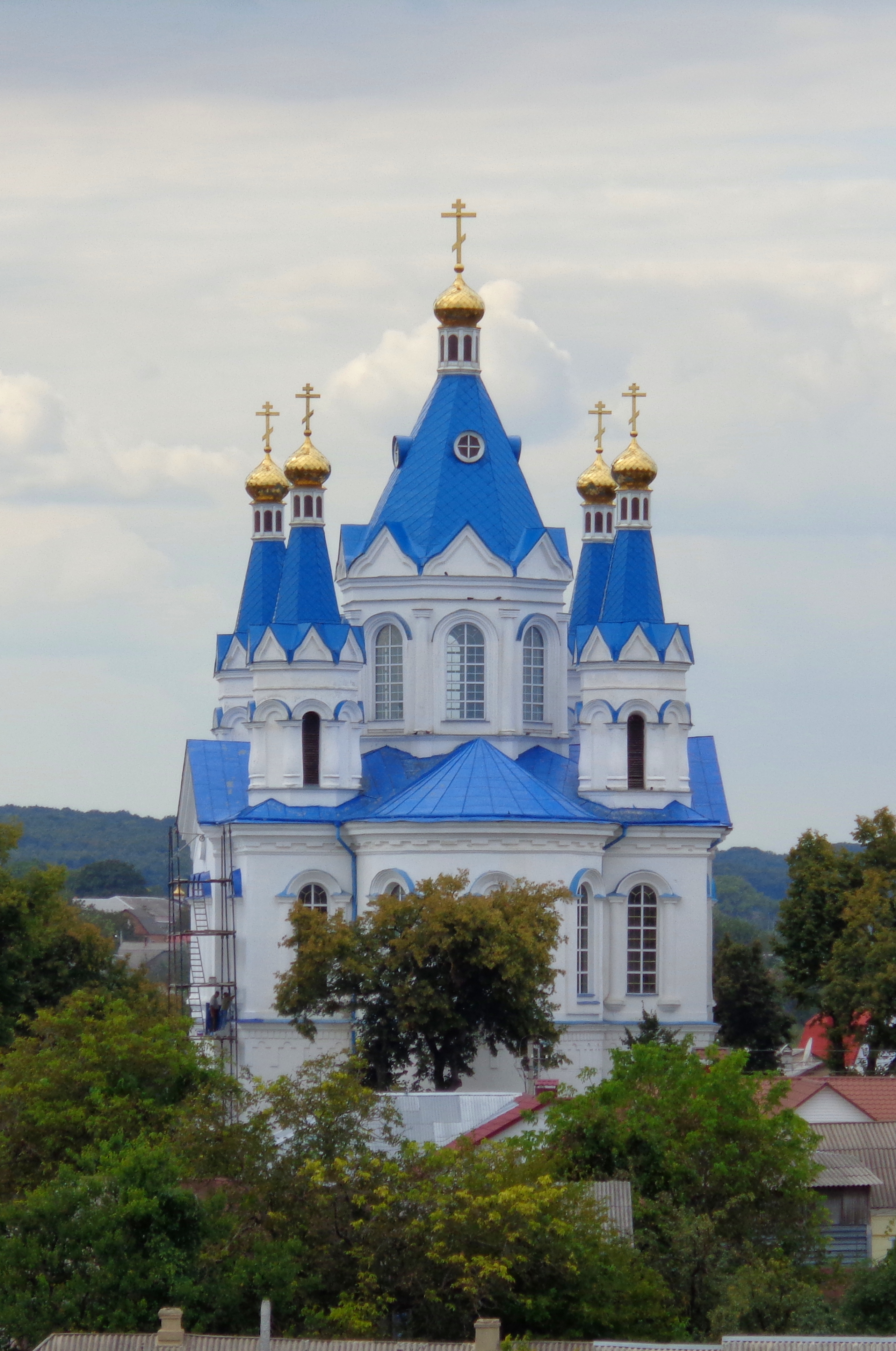
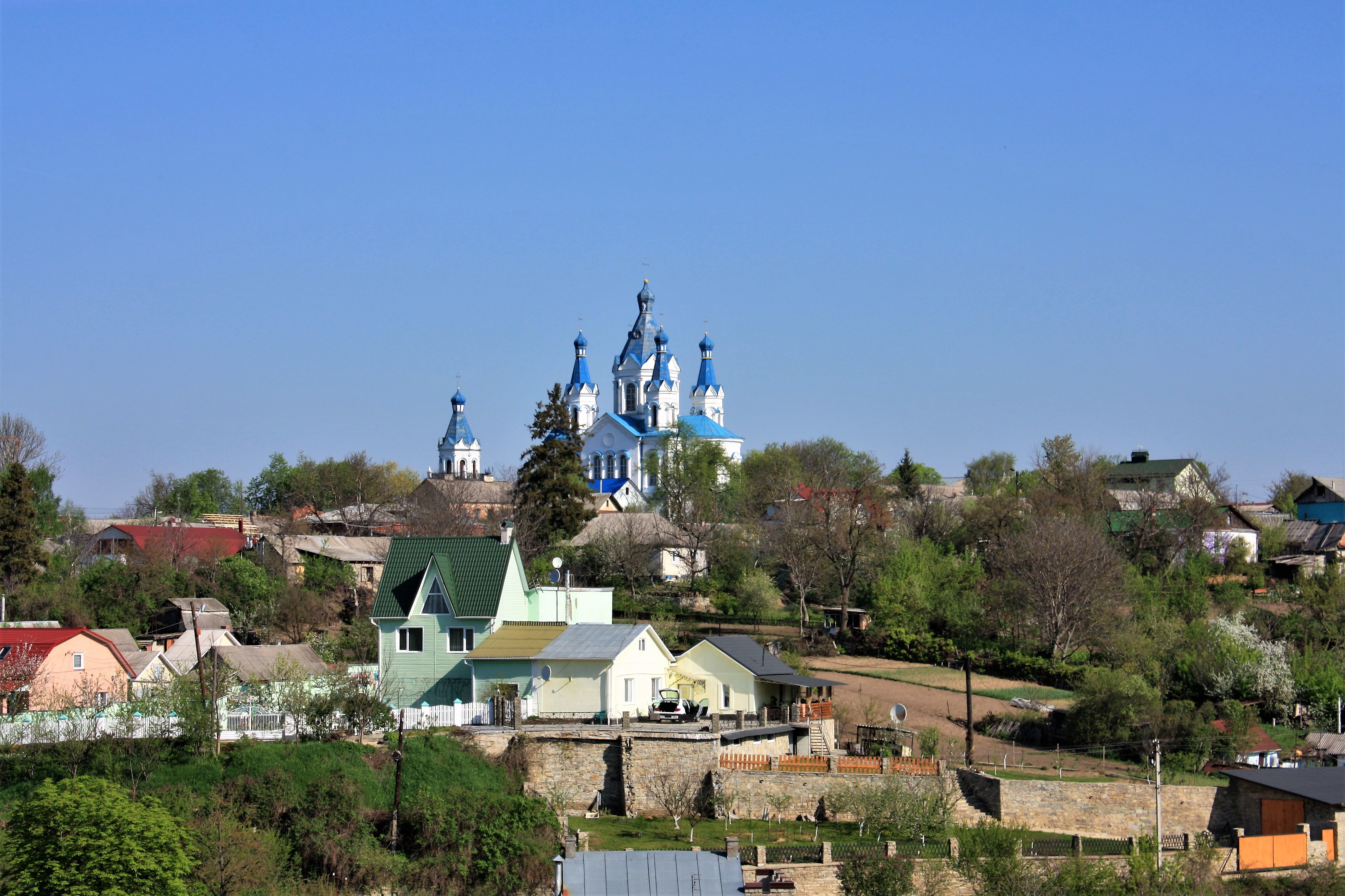
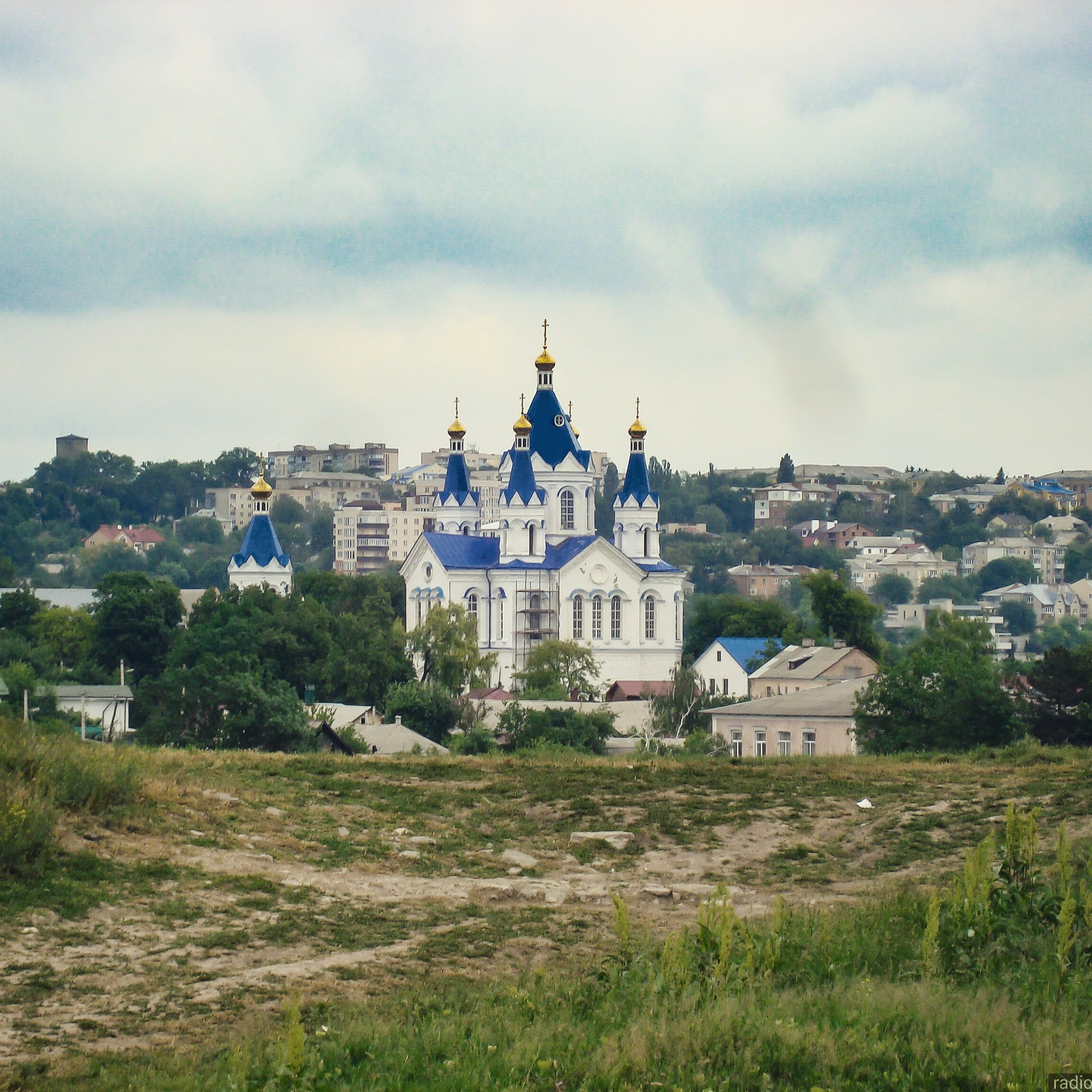
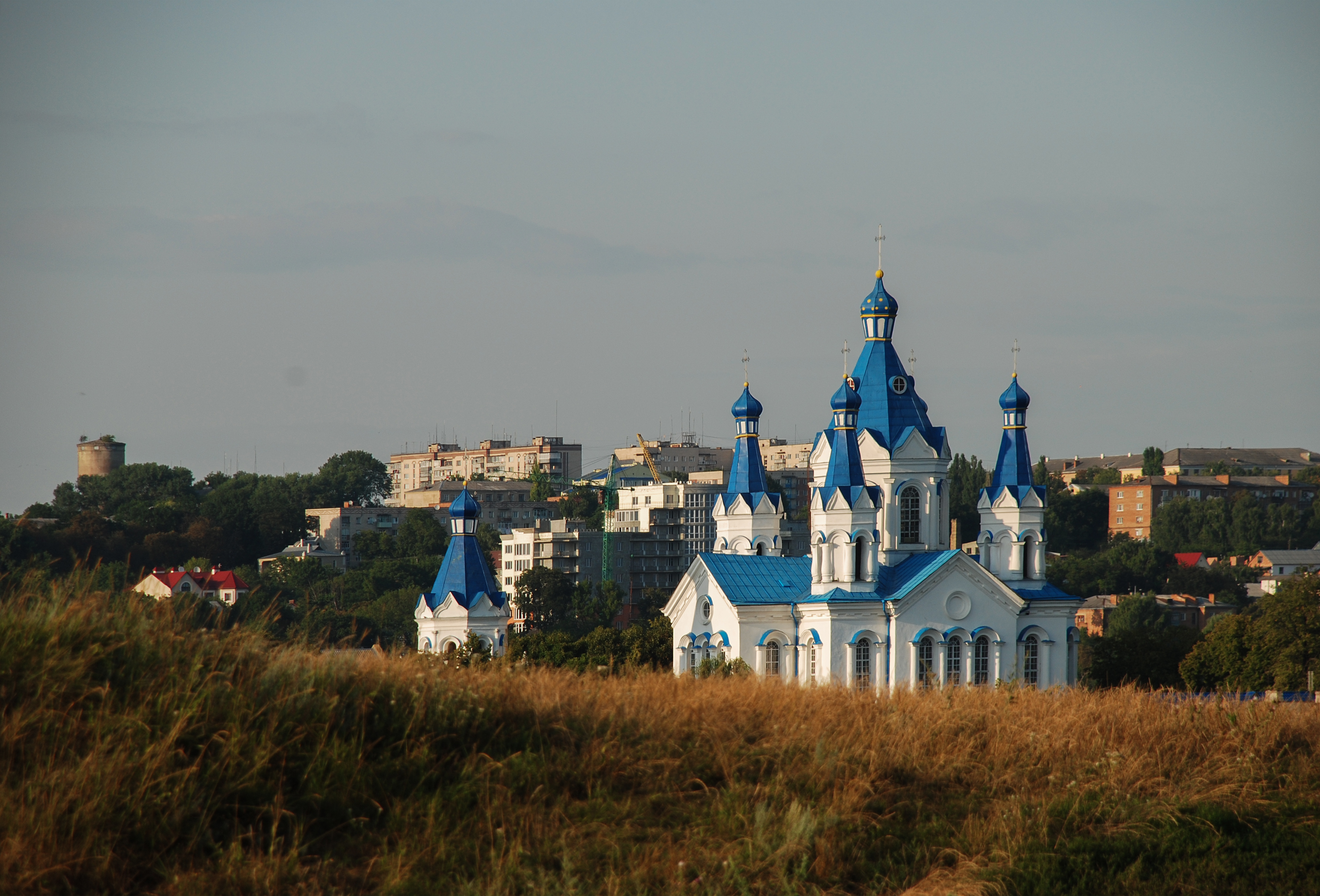